# Dziadek Au
Dziadek Au (ros. Дядюшка Ау) – radziecka trzyczęściowa seria filmów lalkowych zrealizowana w 1979 roku o Dziadku Au stworzona na podstawie utworu „Pan Huczek” (Herra Huu) fińskiego autora Hannu Mäkelä w literackim przekładzie Eduarda Uspienskiego. 

## Filmy z serii
- Dzadek Au (Дядюшка Ау)[4]
- Dziadek Au w mieście (Дядюшка Ау в городе)[5]
- Pomyłka Dziadka Au (Ошибка Дядюшки Ау)[6]

## Obsada (głosy)
- Wasilij Liwanow jako Dziadek Au
- Aleksandr Grawe jako narrator
- Władimir Fierapontow jako wykonawca pieśni

## Nagrody
- 1979: Dzadek Au (Дядюшка Ау) – pierwsza nagroda na Międzynarodowym Festiwalu Filmów Animowanych w Tampere.
- 1981: Dziadek Au w mieście (Дядюшка Ау в городе) – nagroda na Moskiewskim Młodzieżowym Festiwalu Filmowym.